# NGC 2412
NGC 2412 je zvijezda u zviježđu Malom psu. 

## Vanjske poveznice
- SEDS: NGC 2412